# Malayopython
Malayopython es un género de serpientes de la familia Pythonidae. Sus especies se distribuyen por el Sudeste Asiático y la Wallacea.

## Especies
Se reconocen las 2 especies siguientes:
- Malayopython reticulatus (Schneider, 1801)
- Malayopython timoriensis (Peters, 1876)